# Promozione Sardegna 1976-1977
Nella stagione 1976-1977 la Promozione era il quinto livello del calcio italiano (il massimo livello regionale). Qui vi sono le statistiche relative al campionato in Sardegna.
Il campionato è strutturato in vari gironi all'italiana su base regionale, gestiti dai Comitati Regionali di competenza. Promozioni alla categoria superiore e retrocessioni in quella inferiore non erano sempre omogenee; erano quantificate all'inizio del campionato dal Comitato Regionale secondo le direttive stabilite dalla Lega Nazionale Dilettanti, ma flessibili, in relazione al numero delle società retrocesse dal Campionato Interregionale e perciò, a seconda delle varie situazioni regionali, la fine del campionato poteva avere degli spareggi sia di promozione che di retrocessione.

## Classifica finale
|  | Pos. | Squadra              | Pt | G  | V  | N  | P  | GF | GS | DR  |
|  | ---- | -------------------- | -- | -- | -- | -- | -- | -- | -- | --- |
|  | 1.   | Alghero              | 46 | 32 | 17 | 12 | 3  | 59 | 24 | +35 |
|  | 2.   | Portotorres          | 44 | 32 | 18 | 8  | 6  | 54 | 29 | +25 |
|  | 3.   | Macomer              | 42 | 32 | 17 | 8  | 7  | 49 | 25 | +24 |
|  | 4.   | Carbonia             | 40 | 32 | 15 | 10 | 7  | 36 | 25 | +11 |
|  | 5.   | Ilvarsenal           | 37 | 32 | 15 | 7  | 10 | 44 | 32 | +12 |
|  | 6.   | Decimoputzu          | 34 | 32 | 14 | 6  | 12 | 37 | 31 | +6  |
|  | 7.   | Sorso                | 32 | 32 | 10 | 12 | 10 | 44 | 35 | +9  |
|  | 8.   | Thiesi               | 31 | 32 | 11 | 9  | 12 | 38 | 45 | -7  |
|  | 9.   | Oristanese           | 30 | 32 | 10 | 10 | 12 | 34 | 48 | -14 |
|  | 10.  | Sestu                | 30 | 32 | 10 | 10 | 12 | 38 | 34 | +4  |
|  | 11.  | Gennargentu Monreale | 29 | 32 | 9  | 11 | 12 | 34 | 39 | -5  |
|  | 12.  | Sinnai               | 29 | 32 | 7  | 15 | 10 | 33 | 39 | -6  |
|  | 13.  | Tharros              | 28 | 32 | 8  | 12 | 12 | 30 | 34 | -4  |
|  | 14.  | Atletico             | 28 | 32 | 7  | 14 | 11 | 41 | 47 | -6  |
|  | 15.  | Arzachena            | 26 | 32 | 8  | 10 | 14 | 32 | 44 | -12 |
|  | 16.  | Ozierese             | 20 | 32 | 6  | 8  | 18 | 23 | 50 | -27 |
|  | 17.  | Attilia Condor       | 18 | 32 | 6  | 6  | 20 | 26 | 66 | -40 |
|  |      |                      |    |    |    |    |    |    |    |     |

- Nessuna retrocessione per ristrutturazione dei campionati.
- Errore di 5 reti nella differenza reti fatte/reti subite.